# Приключения (телеканал)
Приключения — российский познавательный телеканал об исследовании мира и возможностей человека, экстремальных увлечениях и развлечениях, выживании в диких условиях и катастрофах. Один из первых телеканалов производства телекомпании АО «Первый ТВЧ» в формате высокой чёткости.

## История
1 октября 2013 года телекомпания провела ребрендинг канала и сменила название на «Teletravel HD».
1 декабря 2017 года прошел второй ребрендинг, телеканал стал называться «Приключения HD».
1 декабря 2020 года — прошел третий ребрендинг канала и смена названия на «Приключения».

## Структура эфира и контент
24-часовой премьерный блок без технических повторов.
Структура вещания:
- Развлекательные программы — 45 %
- Реалити-шоу — 25 %
- Познавательные программы — 15 %
- Документальные программы — 10 %
- Художественные фильмы — 5 %

Аудитория:
- 56 % — мужчины, 44 % — женщины
- Возрастная категория: 25 — 55+

## Награды
- Обладатель премии «Большая цифра-2010» в категории «Новое Российское телевидение», в номинации «Лучший HD телеканал»[4].
- Победитель зрительского онлайн голосования Национальной Премии «Большая Цифра-2012»[5].
- Приз зрительских симпатий премии «Большая цифра-2014» в номинации «Телеканал о путешествиях»[6].